# Borg á Mýrum

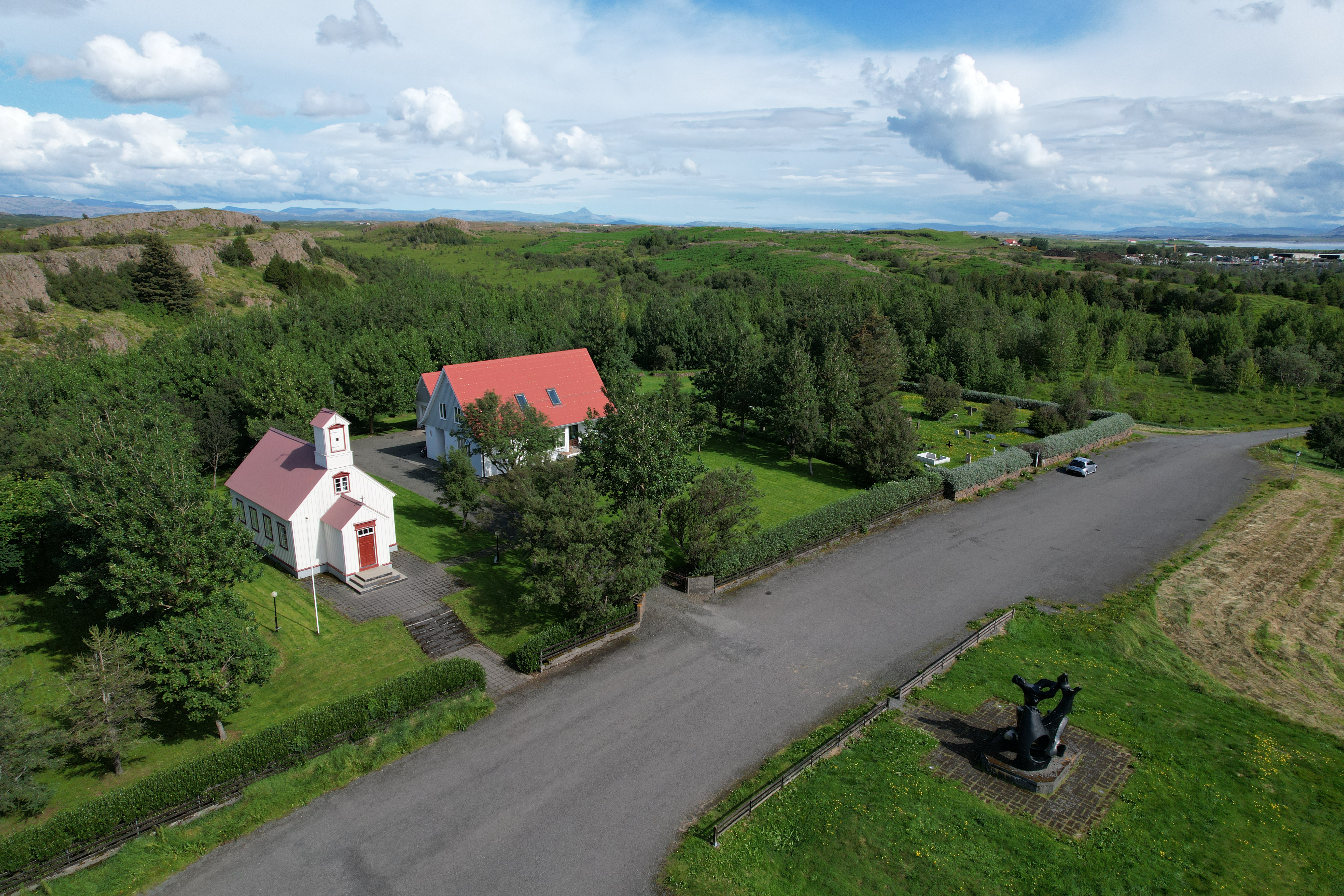
Kirche in Borg á Mýrum

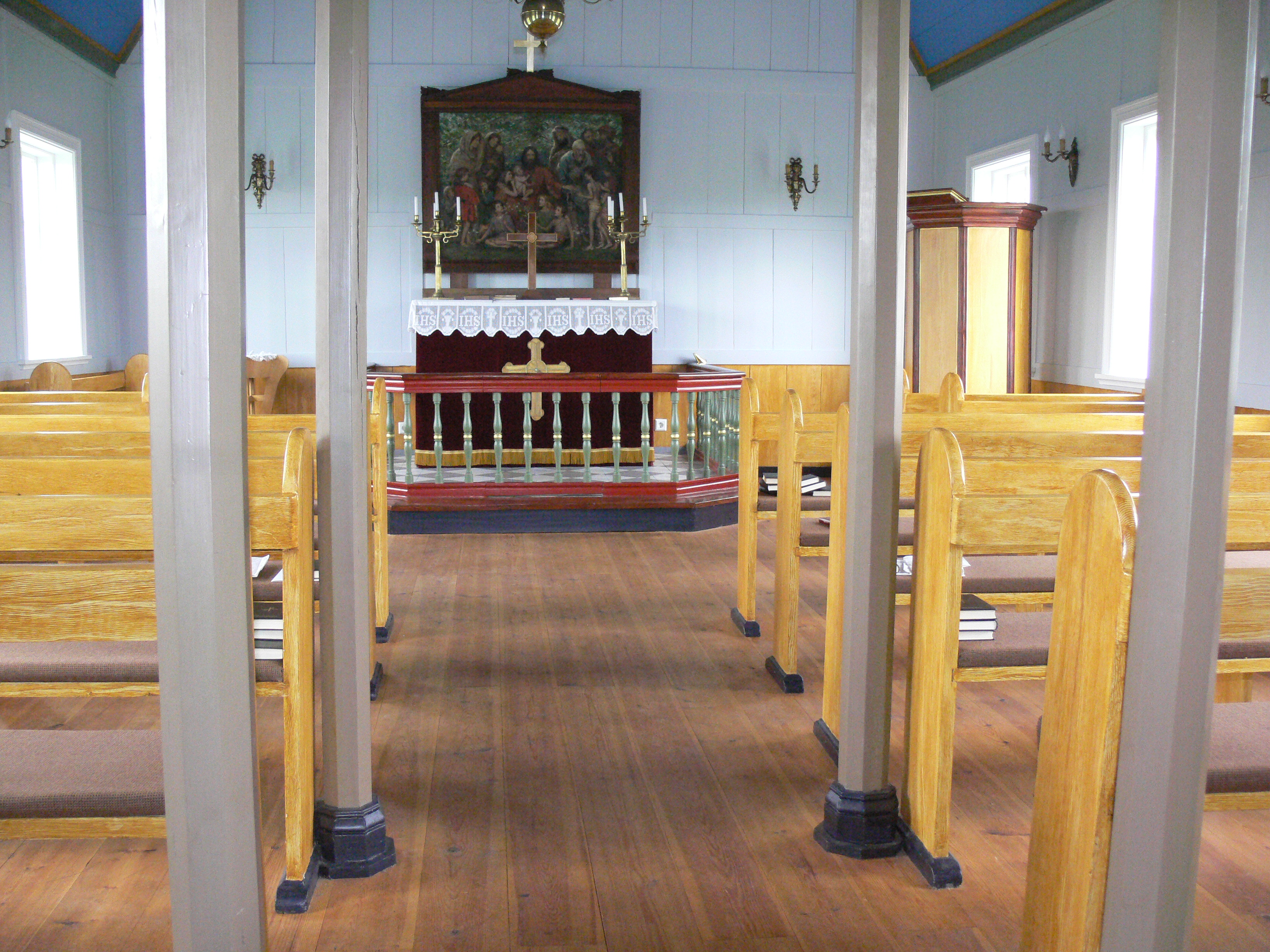
Kircheninneres

Borg ist ein Weiler der Stadt Borgarnes in der Gemeinde Borgarbyggð, welche in der Region Vesturland in Island liegt. Die Geschichte des Ortes geht bis in die Landnahmezeit Islands zurück. Das Stadtzentrum von Borgarnes ist rund 3 km entfernt.

## Geschichte

### Sagazeit
Borg á Mýrum war der Hof von Skallagrímr Kveldúlfsson, Sohn des Kveldúlfr, welcher im 9. Jahrhundert nach einer Auseinandersetzung mit dem norwegischen König aus Norwegen flüchtete. Auf der Reise wurde Kveldúlfr allerdings schwer krank und befahl seinem Sohn, er solle nach seinem Tod seinen Sarg über Bord werfen, und wo er an Land kommen möge, soll Skallagrímr Kveldúlfsson seinen Hof errichten. Auch sein Sohn Egill Skallagrímsson lebte später auf dem Hof Borg á Mýrum. Zudem spielt die Egils saga größtenteils in Borg á Mýrum.

### Christianisierung und Kirche
Seit der Christianisierung Islands um ca. 1000 n. Chr. stand immer eine Kirche in Borg á Mýrum. Die heutige Kirche Borgarkirkja wurde 1880 aus Treibholz erbaut und ist eine Seltenheit aufgrund ihrer Ausrichtung in der Nord-Süd-Richtung – ein Widerspruch zu den übrigen traditionellen Kirchen Islands. Sie wurde 1990 zu einem Nationaldenkmal ernannt, und ihr Kirchenschiff ist 9,80 m lang und 6,45 m breit. Der Überlieferung nach wurde an dieser Stelle bereits im Jahre 1003, d. h. nur drei Jahre nach der Annahme des Christentums auf Island, die erste Kirche erbaut. Vor der Reformation stand auf dem Hof eine katholische Kirche, die dem Erzengel Michael geweiht war. Die Borgarkirkja wurde 1891 um einen Vorbau von 2,56 m Länge und 2,78 m Breite erweitert. Das Altargemälde wurde 1897 von dem englischen Maler William Gershom Collingwood (1854–1932) geschaffen und zeigt Jesus bei der Segnung der Kinder.

## Sonatorrek
Vor der Kirche steht das 1985 errichtete Denkmal Sonatorrek von Ásmundur Sveinsson. Es stellt Egill Skallagrímsson dar, der seinen toten Sohn Böðvar in den Armen hält. Der Name Sonatorrek (Die Trauer um die Söhne) stammt vom gleichnamigen Gedicht, welches Egill Skallagrímsson für seine beiden verstorbenen Söhne, Gunnar und Böðvar, geschrieben hat.